# 富永山随
富永 山随（とみなが さんずい、永正17年（1520年） - 慶長11年（1606年）？）は、戦国時代から江戸時代初期にかけての武将。後北条氏の家臣。伊豆国丸山城主。伊豆水軍の舟大将。山随軒、内膳、弾正、三右衛門、政範とも。官途名は左兵衛尉。

## 生涯
永正17年（1520年）、誕生。
北条氏に仕え、年代は不明だが伊豆水軍の基地である伊豆国土肥の丸山城（伊豆市八木沢）の城主に任じられ、天正年間に伊豆半島西海岸の守備を務めた。
天正8年（1580年）、駿河湾海戦に参加し武田水軍と交戦した。
天正17年（1589年）、豊臣秀吉による小田原征伐にて丸山城は豊臣水軍の攻撃を受け落城。後北条氏滅亡後は徳川氏に仕えた。
慶長11年（1606年）、山随が加増野（下田市加増野）を騎馬で通過した際、家臣の小林上野守が主君を見間違えて馬上の無礼を怒り弓矢で射殺。後に、小林はこの失態をひどく後悔して自害したという。墓所は静岡県下田市加増野久保山。山随の位牌は報本寺（下田市加増野）に安置され、毎年8月11日に霊廟を作り例祭をおこっている。

## 伝説
丸山城があった伊豆市八木沢には山随の伝説が伝わっている。
丸山城が豊臣水軍の攻撃をうけて落城した後、山随は家臣と共に城を脱出し山伝いに逃げ、八木沢字上野にある麻畑に身を隠した。追ってきた豊臣方の兵士が探したものの見つからず捜索を打ち切ろうとした。その時、近くの農家が飼っているニワトリが、潜伏している山随にぶつかって驚きけたたましい鳴き声をあげた。不審に思った兵士が麻畑を念入りに探した結果、山随は見つかってしまい殺されてしまった。
このことを見聞きした八木沢の住人は哀れに思い、以後、麻を作らずニワトリも飼わなくなったという。ほぼ同じ内容の伝説が山随の墓所がある下田市加増野にも伝わっているが、こちらでは山随が弓矢で射殺された話から、子どもに弓矢を持たせないという禁忌がある。
なお、丸山城出丸跡と下田市加蔵野に「山随権現」と呼ばれる神社があり、富永山随が祭神として祀られている。